# 9-та бригада УГА

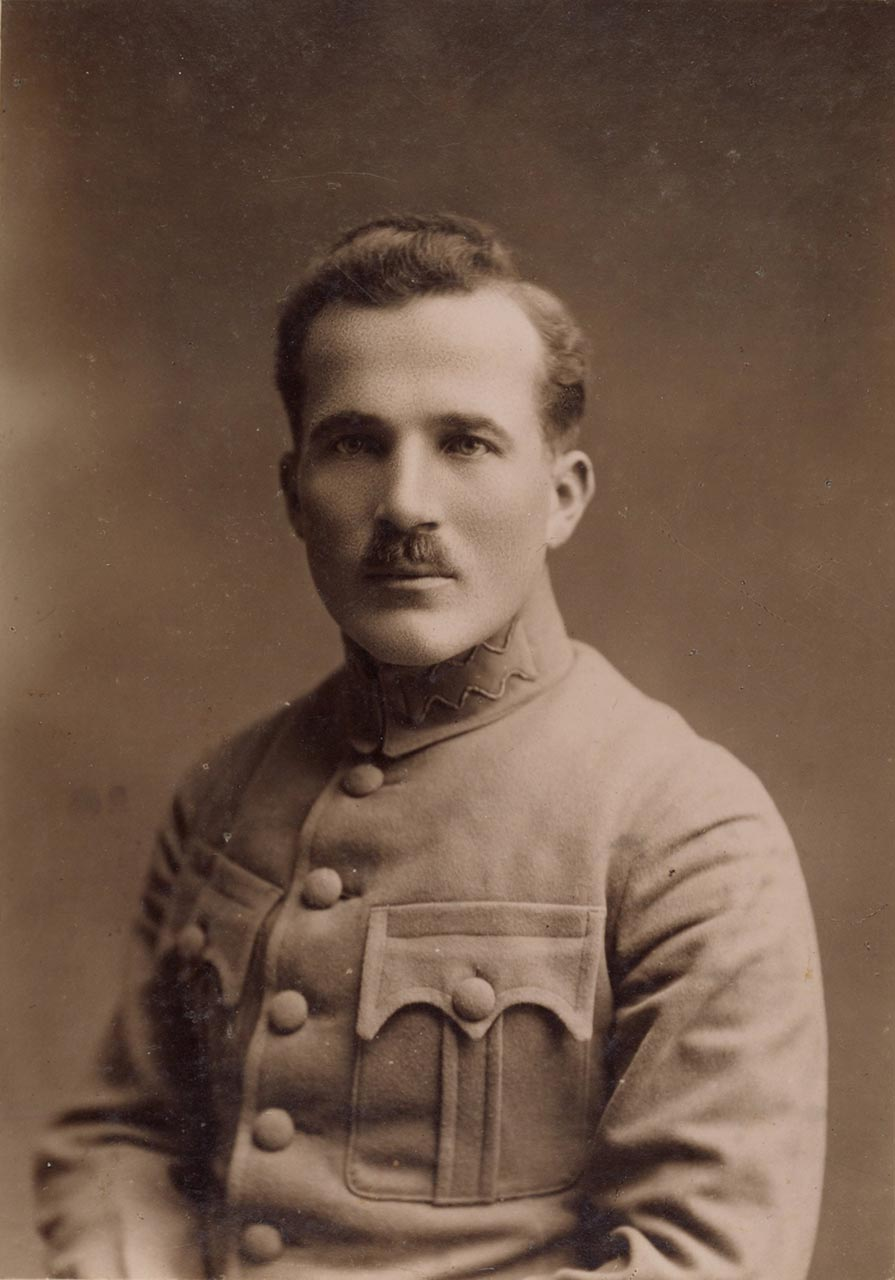
Останній командир бригади — сотник Петро Ґаздайка

9-та Белзька бригада (також Угнівська бригада) — військове формування у складі 1-го корпусу Української Галицької армії.
Організована у квітні 1919 року з угнівського і белзького відтинка фронтової групи «Північ».

## Бойовий шлях
З початку лютого майбутні учасники бригади, в склад яких входили також угнівський і гуцульський курені, вели затяжні бої за Белз. Під час штурму Белза команда бригади перебувала в селі Пархачі; очолював Богуслав Шашкевич. З лютого по травень 1919 року стрільці майже щотижня атакували Белз; упродовж трьох місяців їх загинуло в боях понад 100 осіб, майже 400 було поранено.
З лютого 1919 року, коли поляки захопили Белз, на 70-кілометровому відтинку українсько-польського фронту ішли безперервні бої під Угриновом, Варяжем, Белзом, Каровом. Стрільці 5-ї й 9-ї бригад стійко утримували свої позиції.
В червні 1919 р. була включена до бригади оперативна група майора Мартиновича, що діяла на більшовицькому фронті в районі Гусятина. Брала участь у боях разом з іншими з'єднаннями 1-го корпусу.

## Структура
Формувалась на базі групи сотника Володимира Стафіняка. Увійшли 2 стрілецькі курені: угнівського поручника Івана Пушкаря — стрілецькі сотні четарів Дмитра Бречка, Осипа Табака, Андрія Шустикевича і скорострільного хорунжого Євгена Миколовича; та Гуцульський курінь з Коломиї поручника Петра Шлемкевича, пізніше четаря Степана Васканя (загинув у бою 21 січня 1919 р.).
До складу Гуцульського куреня входили сотні четарів Юрія Мельника, Миколи Арсенича, хорунжого Ярослава Чубатого та Івана Лемішка — скорострільна. Після загибелі Васканя курінь очолив Мирон Заворотнюк.
Згодом бригаду поповнив Равський курінь поручника Августина Бабія. Крім стрілецьких підрозділів, бригада мала кінну сотню четаря Мар'яна Панаса, технічну — поручника Михайла Чіха, сотню польової жандармерії під командуванням хорунжого Модеста Козака, відділ постачання поручника Лева Дорожинського, польовий шпиталь у Кристинополі на 60 ліжок — сотник доктор Лев Сосенко, командир шпиталю — сотник Симон Юда.
До складу бригади входив 9-й гарматний полк сотника Оттокара Біркенау — 4 батареї по 4 гармати в кожній, і займав позиції під Кристинополем.
Всього бригада взимку 1919 р. мала близько 1600 багнетів, 14 скорострілів, 16 гармат, та займала фронтовий відтинок від Белза до Угнова. У березні 1919 р. Стафіняка замінив отаман Богуслав Шашкевич. Медичну службу в Першому корпусі очолював доктор з фронтовим досвідом Тадей Яцик. Польові шпиталі корпусу були створені в Сокалі — комендант доктор М. Музика, Кам'янці-Струмиловій — сотник І. Білозір, Кристинополі — Л. Сосенко, Радехові — сотник Олександр Подолинський, Бродах доктор Ф. Біненнвальд. Лікарів в УГА бракувало, не вистачало фармацевтичних препаратів; все це стало однією з головних причин страшної епідемії тифу восени 1919, коли медична служба виявилася безпорадною.

## Командування
Командували бригадою: отаман Володимир Стафіняк, отаман Богуслав Шашкевич, сотник Осип Фещур, сотник Шмідт, сотник Дубиляк і сотник Петро Газдайка. Бригадним лікарем був Сосенко Лев, капеланом — Фещак Яким.